# Ptisana grandifolia
Ptisana grandifolia är en kärlväxtart som först beskrevs av Edwin Bingham Copeland, och fick sitt nu gällande namn av Murdock. Ptisana grandifolia ingår i släktet Ptisana och familjen Marattiaceae. Inga underarter finns listade i Catalogue of Life.